# Sacama
Sacama é um município da Colômbia, localizado no departamento de Casanare.